# Lateinische Rasse
Die Lateinische Rasse ist ein Konzept des Rassismus, das eine rassentheoretisch einheitliche romanische Menschengruppe postuliert.

## Begriffsgeschichte
Der Begriff erscheint schon zu Beginn des 19. Jahrhunderts, etwa als « race latine » im Deutschlandhandbuch der Germaine de Staël (De l’Allemagne, 1810/1813). Das wurzelt in der französischen Revolution, als eine gallische (französische) „Rasse“ des Bürgertums der fränkischen Rasse der Aristokratie gegenübergestellt werden. was schon auf Historiker wie Henri de Boulainvilliers (Histoire de l’ancien gouvernement de la France, 1727; Essai sur la noblesse de France, 1732) zurückgeht. Dieser Rassebegriff, wie ihn auch Augustin Thierry (Sur l'antipathie de race qui divise la nation française, 1820) verwendete, ist aber noch primär ethnisch-kulturell, nicht vornehmlich biologisch, gemeint. Bis in die 1940er etabliert sich aber die Ansicht, dass der Widerstreit der europäischen Rassen eine zentrale Kraft der Menschheitsgeschichte sei, wenn auch mit anderen Begriffen, nämlich einer gallisch-keltischen Rasse für Westeuropa und einer pelagischen Rasse für Südeuropa (alte Griechen und Römer).
Das Konzept einer «raza Latina» beginnt in den 1830ern, im Kontext der zunehmenden US-amerikanischen Dominanz in Mittel- und Südamerika, in Abgrenzung zum amerikanischen Anglo-Saxonismus, einer ladinidad als Selbstverständnis, und einer Wiederannäherung an Europa nach der Abgrenzung des ausgehenden Kolonialismus. Dieser Begriff führt letztendlich zum Begriff Lateinamerika und zum Panlatinismus. Weniger bedeutend ist er in der rassentheoretischen Abgrenzung der Weißen gegenüber Indios, Schwarzen und Mischlingen (Mestize, Mulatten, Kreolen), die eine Gemeinsamkeit der Menschen europäischer Herkunft betont, findet sich aber etwa im Diskurs in Mexiko.
In Frankreich erscheint er erst später. Autoren wie Joseph Arthur de Gobineau (Essai sur l’inégalité des races humaines, 1853–55) betonen noch arische Rassenkonzepte. Prägend für den französischen Romanismus ist beispielsweise die Zeitschrift Revue des Races Latines (1857–64).
Persönlichkeiten wie Michel Chevalier oder Gustave Le Bon (Les lois psychologiques de l'évolution des peuples. 1894) beeinflussten mit der Abgrenzung zur angelsächsischen Rasse auch den lateinamerikanischen Nationalismus.
Erst als ab der Niederlage 1871 die Lehre von der deutsch-französischen Erbfeindschaft auch im französischen Nationalismus Bedeutung gewinnt, wird versucht, der germanischen Rasse auch im biologischen Sinne eine lateinische gegenüberzustellen, die zusammen mit einer keltischen Rasse die Nationalidentität Frankreichs prägt.
In den 1870er erscheinen auch Pananglizsmus und Panslawismus. Dazu treten dann zunehmend Gedanken aus der rassischen Dekadenztheorie, die sowohl versuchen, die damalige Unterlegenheit Frankreichs gegenüber Deutschland und auch Großbritannien, wie auch der Lateinamerikaner gegenüber den US-Amerikanern, zu erklären.
Im deutschen Rassismus blieb der Begriff selten. Friedrich Nietzsche verwendet zwar den Ausdruck lateinische Rasse (Jenseits von Gut und Böse, 1886), aber ebenfalls in einem psychologisch-kulturellen Sinne, nicht einem biologisch-rassistischen. Die nationalsozialistische Rassentheorie nach Hans F. K. Günther entwickelte das Konzept der westischen (mediterranen) und dinarischen (südosteuropäischen) Rasse, um die auch von der NS-Ideologie nicht abstreitbaren Durchmischung in den Randgebieten des deutschen Sprachraumes zu rechtfertigen. Auch im italienischen Faschismus spielt der Begriff einer “razza Latina” – ähnlich wie im Risorgimento des 19. Jahrhunderts – eine untergeordnete Rolle, da er wenig geeignet war, eine Einheit oder Vormachtstellung Italiens zu erklären. Hier berief man sich eher auf die Konzepte der kulturell-zivilisatorischen Latinität. In Europa gab es auch weder im 19. noch im 20. Jahrhundert einen nennenswerten Panromanismus im Sinne einer Einheit aller romanischen Ethnien.